# بندزنی سیمی

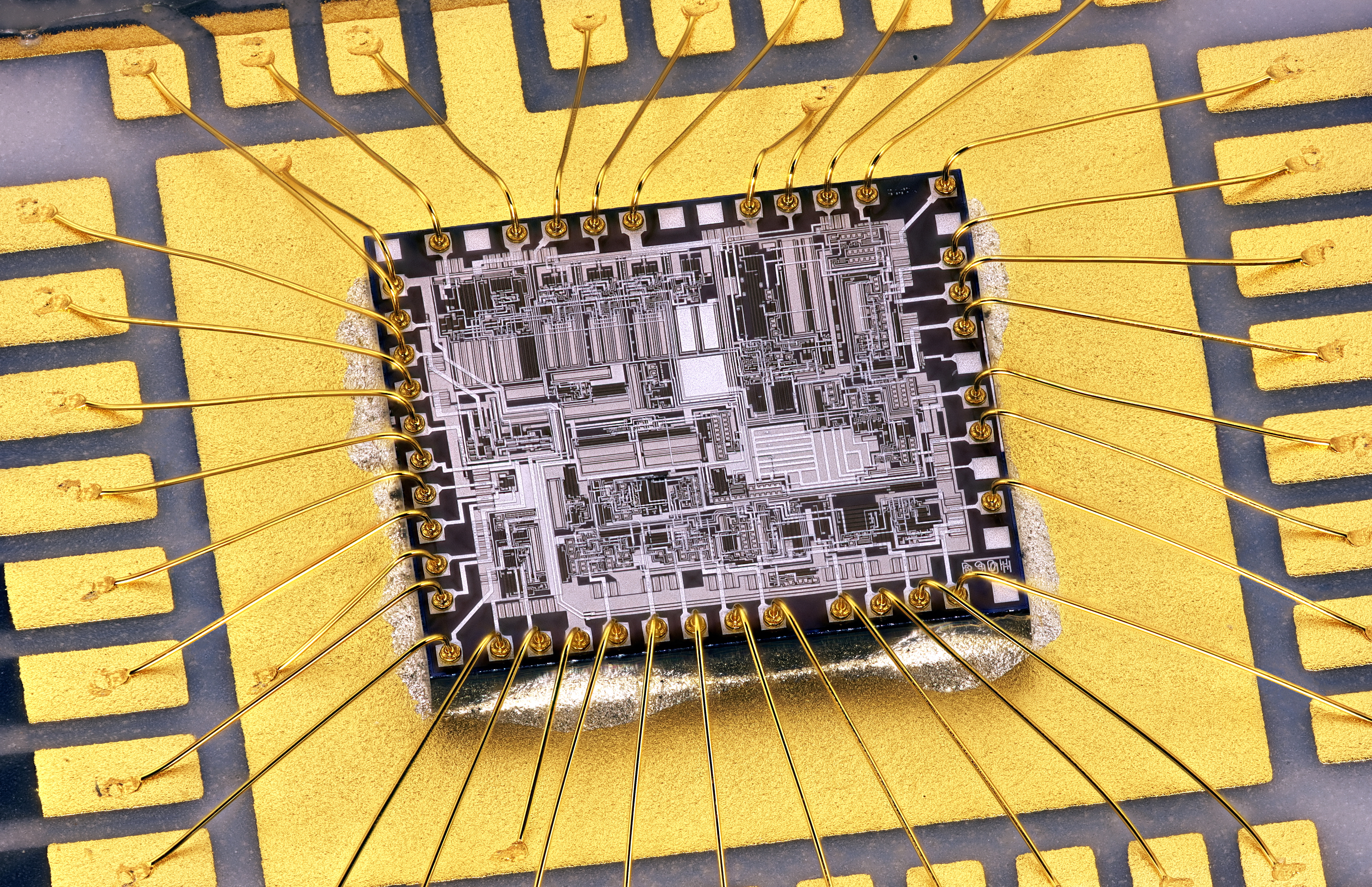
توپی-بَندشده با سیم طلا روی دای سیلیکونی

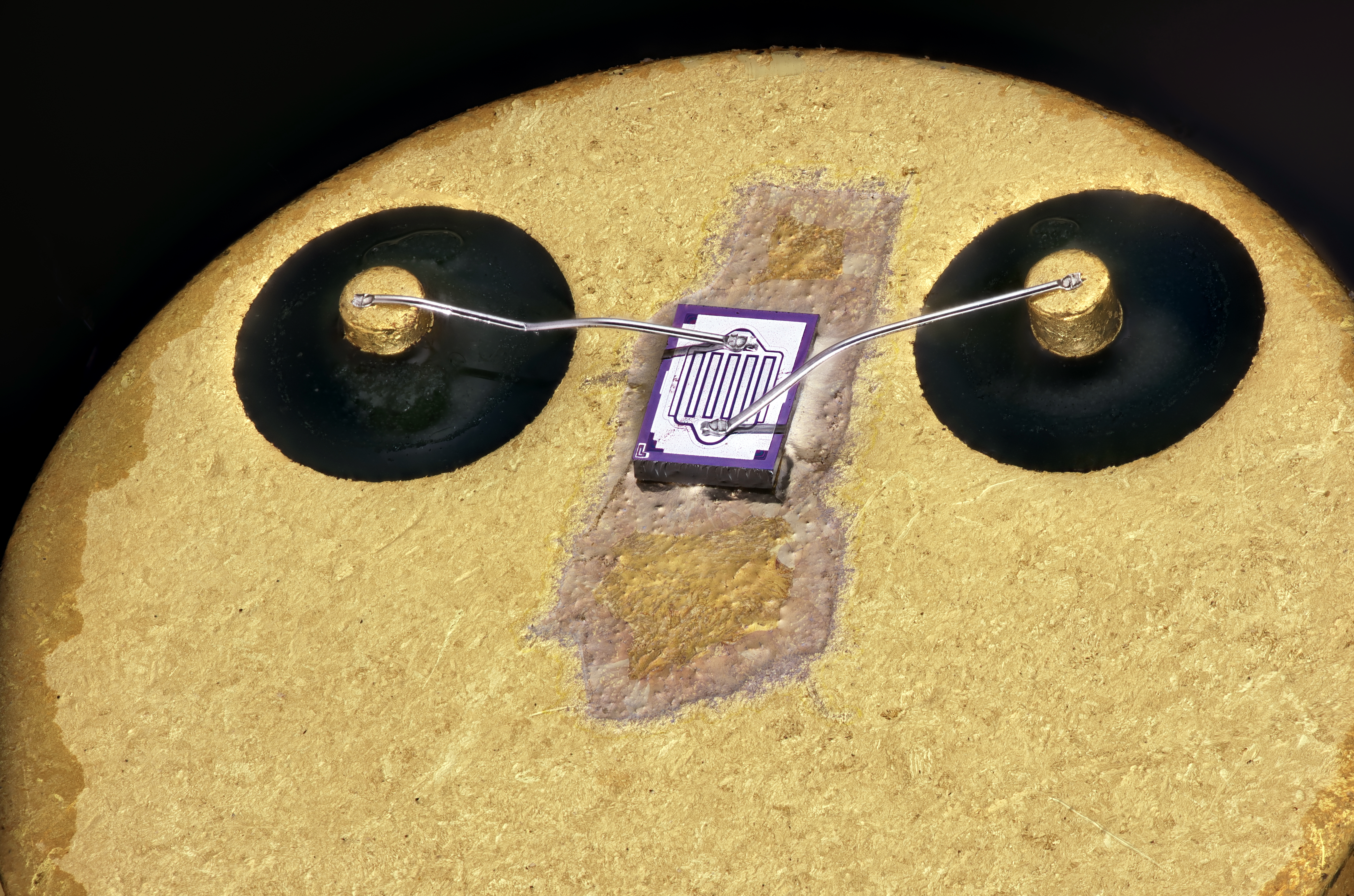
گُوه‌ای-بندشده با سیم‌های آلومینیومی برای دای ترانزیستور BC160

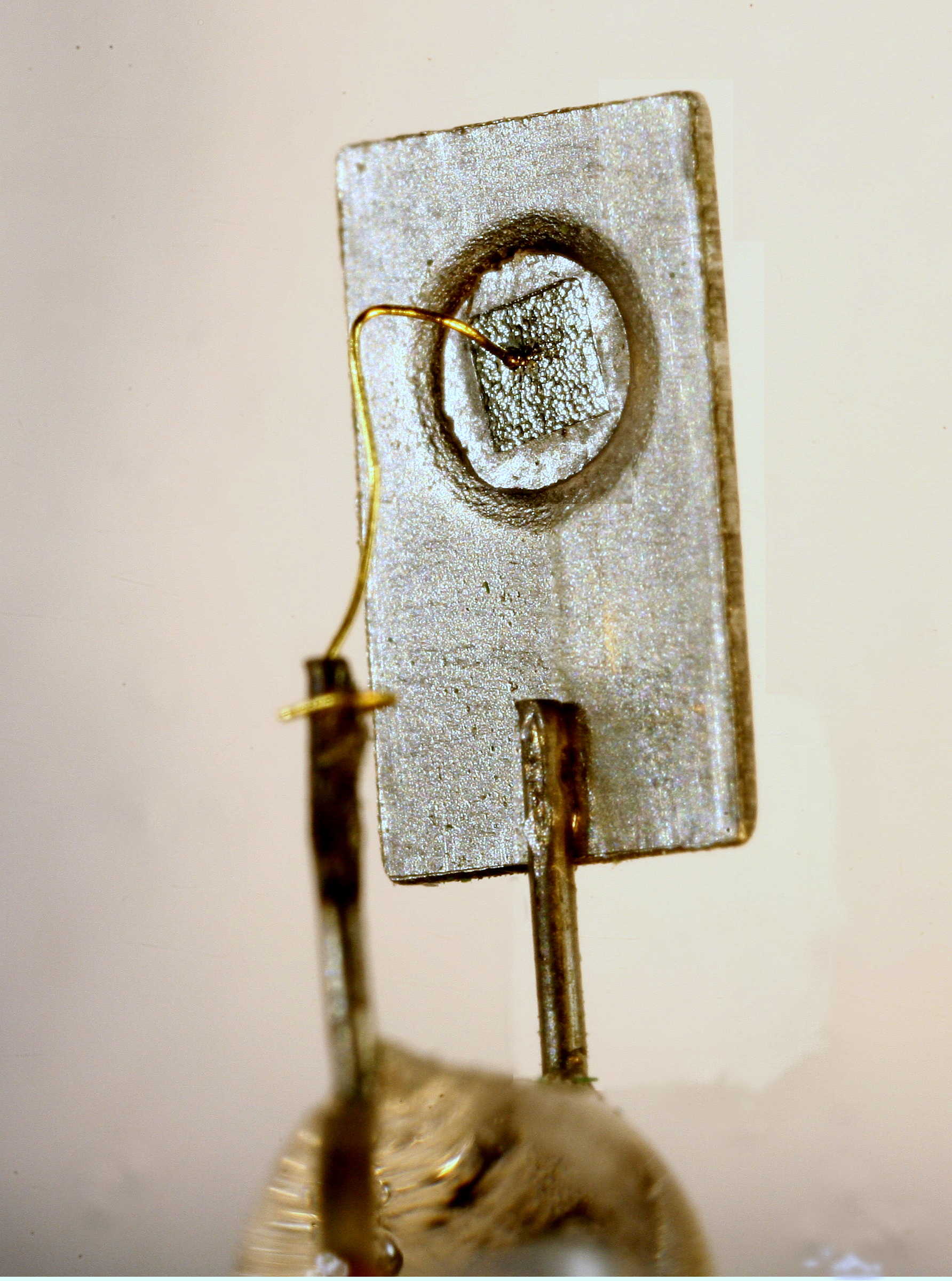
دیود ژرمانیوم OA7 بندشده با سیم طلا

میان‌هابِندش‌های داخلی در یک بسته قدرت با استفاده از سیمهای ضخیم (۲۵۰ تا ۴۰۰ میکرومتر)، گُوه‌ای-بندشده، با سیم‌های آلومینیومی

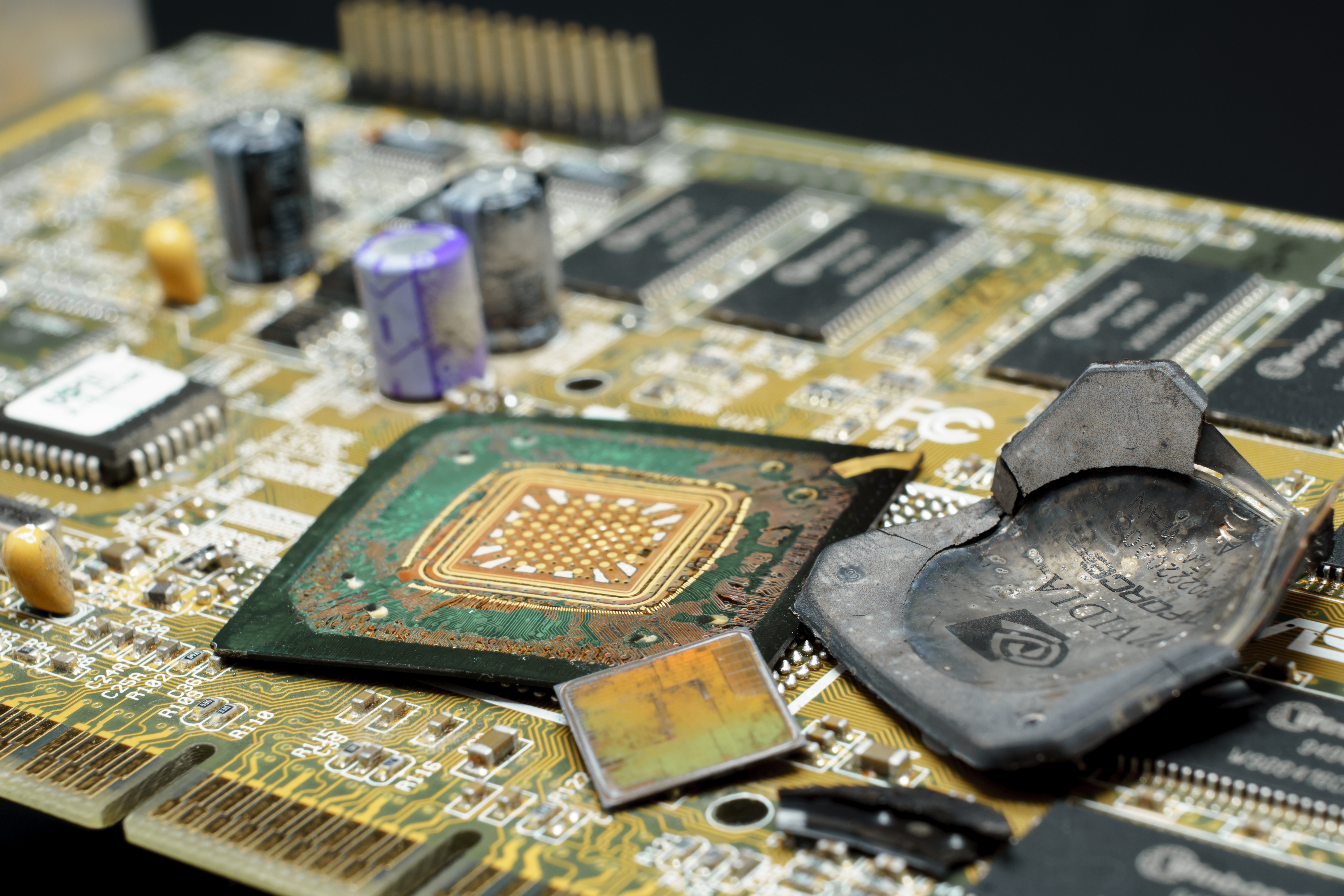
داخل یک بسته BGA سیمی بندشده این بسته دارای GPU انویدیاGeForce 256 است

بَندزنی سیمی روش ایجاد میان‌هابِندش مابین یک مدار مجتمع (IC) یا سایر وسایل ادوات نیم‌رسانا و بسته‌بندی آن درهنگام ساخت ادوات نیم‌رسانا است. اگرچه کمتر رایج است، اما بندزنی سیمی می‌تواند برای اتصال IC به سایر وسایل الکترونیکی یا اتصال از یک برد مدار چاپی (PCB) به دیگری استفاده شود. بندزنی سیمی به‌طور کلی مقرون به صرفه‌ترین و انعطاف پذیرترین فناوری میان‌هابِند است و برای مونتاژ اکثریت بسته‌های نیم‌رسانا استفاده می‌شود. بندزنی سیمی را می‌توان در فرکانس‌های بالای ۱۰۰ گیگاهرتز استفاده کرد

## مواد
بَندسیمی معمولاً از یکی از مواد زیر تشکیل شده‌است:
- آلومینیوم
- مس
- نقره ای
- طلا

قطر سیم از ۱۵ میکرومتر شروع می‌شود و می‌تواند تا چند صد میکرومتر برای کاربردهای توان-بالا باشد.
صنعت بندزنی سیمی از طلا به مس در حال گذار است. این تغییر با افزایش قیمت طلا و هزینه نسبتاً پایدار و بسیار کمتر مس ایجاد شده‌است.